# 富尔尚博
富尔尚博（法語：Fourchambault，法語發音：[fuʁʃɑ̃bo]）是法国涅夫勒省的一个市镇，位于该省西南部，卢瓦尔河右岸，隔河与谢尔省及中央-卢瓦尔河谷大区相望，属于讷韦尔区和讷韦尔城市圈公共社区，其市镇面积为4.55平方公里，2022年1月1日时人口数量为4019人。
富尔尚博是讷韦尔城市圈公共社区的组成部分，位于讷韦尔市区西北。

## 行政
富尔尚博的邮政编码为58600，INSEE市镇编码为58117。

## 地理

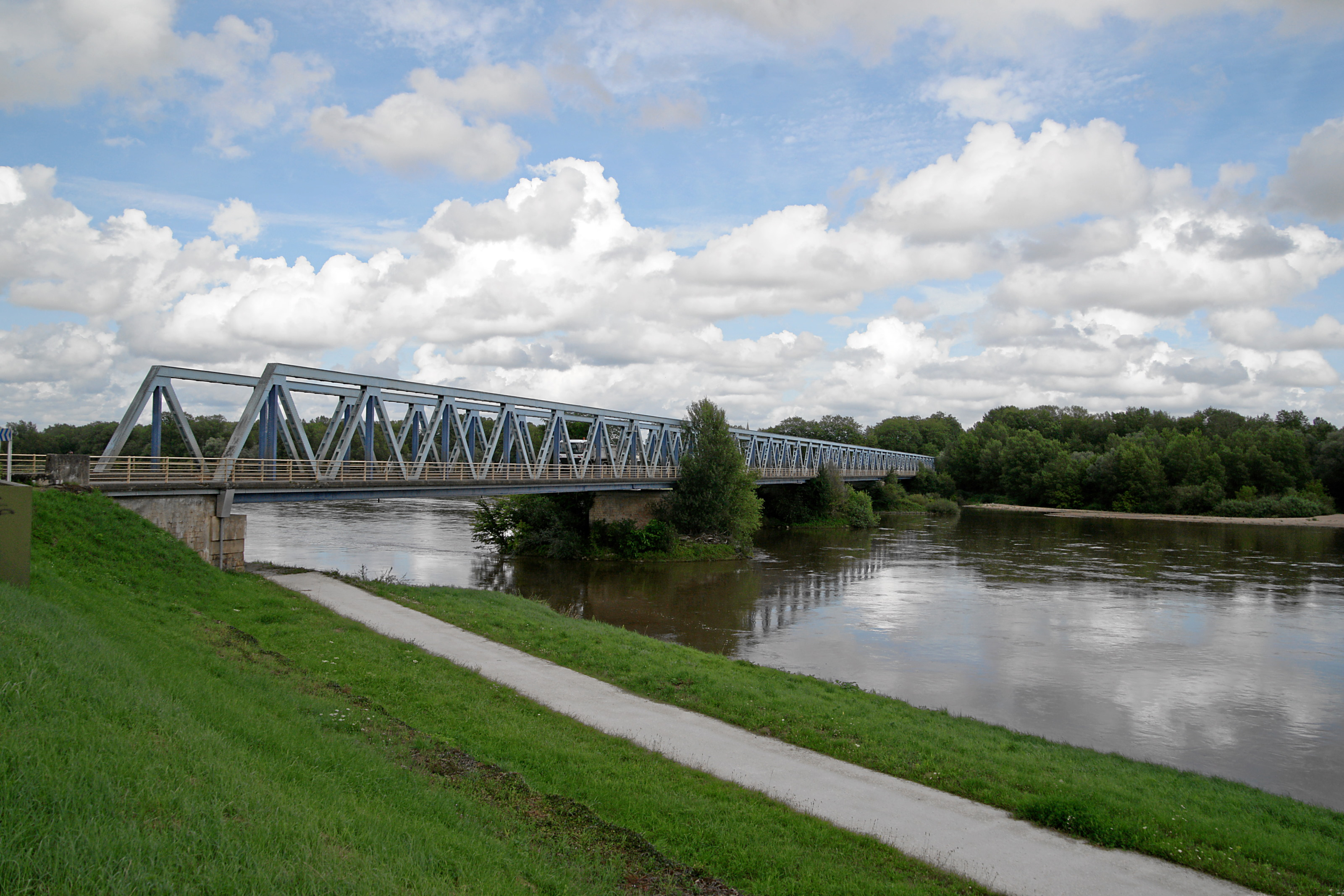
横跨卢瓦尔河的桥梁

富尔尚博（47°1'7"N, 3°5'5"E）位于法国中部，勃艮第-弗朗什-孔泰大区西部和涅夫勒省西南部，距离省会讷韦尔大约6公里。
与富尔尚博接壤的市镇包括：库尔莱巴尔、加尔希济、马尔济、瓦雷讷-沃泽勒。
富尔尚博境内地势平坦，海拔在162至181米之间。
法国第一大河卢瓦尔河干流自南向北从市镇西境经过。
按照柯本气候分类法，富尔尚博属于较为典型的温带海洋性气候，全年温差较小，降水分布均匀。

## 交通
涅夫勒省省道D8线、D40线和D47线经过富尔尚博境内。讷韦尔公交5路和13路经过富尔尚博境内并设有站点。
富尔尚博站位于莫雷－里昂铁路线上，停靠往返于巴黎和讷韦尔之间的城际列车。
讷韦尔-富尔尚博机场位于其境内，偶尔开行季节性航班。

## 人口
| 年份   | 1936  | 1946  | 1954  | 1962  | 1968  | 1975  | 1982  | 1990  | 1999  | 2005  | 2010  | 2015  | 2017  |
| ------ | ----- | ----- | ----- | ----- | ----- | ----- | ----- | ----- | ----- | ----- | ----- | ----- | ----- |
| 人口數 | 4 720 | 5 152 | 5 197 | 6 240 | 6 279 | 6 625 | 5 850 | 5 037 | 4 828 | 4 786 | 4 635 | 4 291 | 4 229 |